# دارول
دارول (به انگلیسی: Darvel) یک شهرک در اسکاتلند است که در ایرشر شرقی واقع شده‌است. دارول 3900نفر جمعیت دارد.شعار این شهر به زبان لاتین Non sibi sed cunctis که به معنی "نه برای خودمان بلکه برای دیگران" است. این عبارت نباید با عبارت لاتین Non sibi sed patriae( "به معنی نه برای خودم بلکه برای کشورم") که بیشتر برای یادبودهایی مثل جنگ جهانی اول به کار گرفته شده است اشتباه گرفت.